# Bill O'Brien
Pour les articles homonymes, voir O'Brien.
Bill O'Brien, né le 23 octobre 1969 à Dorchester dans le Massachusetts, est un entraîneur de football américain. Il est le coordinateur offensif et l'entraîneur des quaterbacks du Crimson Tide de l'Alabama en NCAA depuis 2021.
Dans la National Football League (NFL), il est l'entraîneur principal des Texans de Houston de 2014 à 2020.

## Biographie
Étudiant et joueur de l'université Brown, Bill O'Brien devient entraîneur de l'équipe universitaire de football américain à 24 ans. Il continue son apprentissage avec les Yellow Jackets de Georgia Tech où il monte dans la hiérarchie de l'encadrement jusqu'au poste de coordinateur offensif. Repéré par des programmes universitaire plus important, il choisit les Terrapins du Maryland puis les Blue Devils de Duke. 
Après deux saisons à Duke, O'Brien est recruté comme assistant par Bill Belichick et les Patriots de la Nouvelle-Angleterre. Après le départ de Josh McDaniels pour les Broncos de Denver, il devient coordinateur de la franchise. À la fin de la saison 2011, il signe un contrat pour devenir l'entraîneur principal des Nittany Lions de Penn State.
Le 2 janvier 2014, O'Brien devient entraîneur principal des Texans de Houston qui sortent d'une saison à 2 victoires et 14 défaites et détiennent le choix numéro 1 de la draft qu'ils utilisent pour sélectionner Jadeveon Clowney. Lors de ses deuxième et troisième saisons avec les Texans, il remporte leur division AFC Sud.  
Il prolonge de 4 ans son contrat avec les Texans le 13 janvier 2018. Après avoir mené les Texans à un quatrième titre de division en cinq ans, il est nommé manager général de l'équipe en janvier 2020 tout en demeurant l'entraîneur principal. Durant l'intersaison, il réalise un échange controversé en transférant le receveur DeAndre Hopkins aux Cardinals de l'Arizona.
Il est renvoyé par les Texans le 5 octobre 2020 après avoir perdu les 4 premiers matchs de la saison 2020. 
Le 21 janvier 2021, il est recruté en tant que coordinateur offensif et entraîneur des quaterbacks pour l'équipe universitaire du Crimson Tide de l'Alabama sous les ordres de Nick Saban.

## Statistiques comme entraîneur
| Équipe            | Saison | Saison régulière | Saison régulière | Saison régulière | Saison régulière | Saison régulière | Phase éliminatoire | Phase éliminatoire | Phase éliminatoire | Phase éliminatoire                                                        |
| Équipe            | Saison | G                | P                | N                | % victoires      | Classement       | G                  | P                  | % victoires        | Résultat                                                                  |
| ----------------- | ------ | ---------------- | ---------------- | ---------------- | ---------------- | ---------------- | ------------------ | ------------------ | ------------------ | ------------------------------------------------------------------------- |
| Texans de Houston | 2014   | 9                | 7                | 0                | 56,3             | 2e AFC Sud       | -                  | -                  | -                  | -                                                                         |
| Texans de Houston | 2015   | 9                | 7                | 0                | 56,3             | 1er AFC Sud      | 0                  | 1                  | 0                  | Défaite contre les Chiefs de Kansas City au tour préliminaire             |
| Texans de Houston | 2016   | 9                | 7                | 0                | 56,3             | 1er AFC Sud      | 1                  | 1                  | 50                 | Défaite contre les Patriots de la Nouvelle-Angleterre au tour de division |
| Texans de Houston | 2017   | 4                | 12               | 0                | 25               | 4e AFC Sud       | -                  | -                  | -                  | -                                                                         |
| Texans de Houston | 2018   | 11               | 5                | 0                | 68,8             | 1er AFC Sud      | 0                  | 1                  | 0                  | Défaite contre les Colts d'Indianapolis au tour préliminaire              |
| Texans de Houston | 2019   | 10               | 6                | 0                | 62,5             | 1er AFC Sud      | 1                  | 1                  | 50                 | Défaite contre les Chiefs de Kansas City au tour de division              |
| Texans de Houston | 2020   | 0                | 4                | 0                | 0                | Renvoyé          | -                  | -                  | -                  | -                                                                         |
| Totaux            | Totaux | 52               | 48               | 0                | 52               |                  | 2                  | 4                  | 33,3               |                                                                           |